# 蔡夢說
蔡夢說（1549年—1626年），字君弼，號梅岩，福建泉州府晉江縣人，福建漳州府龍巖縣軍籍，明朝政治人物。

## 生平
隆慶元年（1567年）福建鄉試第五十三名，萬曆二年（1574年）甲戌科會試第二百四名，登三甲第一百三十七名進士。初授中书舍人，八年六月选升湖廣道试監察御史，十年巡按應天等府，十一年丁母憂，服闋，复除山西道御史，十六年巡按广东。十七年二月升浙江副使，六月养病回籍。二十六年六月起补山西井陉兵备副使，以亲老辞官。萬曆三十四年（1606年）六月，再起為廣東海南道副使，兼摄学政，三十八年二月升本省参政，分巡南韶道，同年辞官乞休。
在京师室觀政時，与李盛春、裴應章有“三酸”之號。

## 家族
曾祖蔡元祐；祖父蔡居敬；父蔡謨，字宜中，號月潭，曾任德安知縣，卒年八十七。母徐氏，累封孺人。兄蔡梦周，己卯武科，授龙岩所镇抚。